# Amblyseius cucurbitae
Amblyseius cucurbitae (лат.) — вид паразитиформных клещей рода Amblyseius из семейства Phytoseiidae (Mesostigmata). Мелкие свободноживущие хищные клещи длиной менее 1 мм. Индия. От близких видов отличается следующими признаками: конической формой сперматеки с каликсом чашевидной формы, гладким дорзумом, зубчатыми Z4 и Z5. Дорсальные щетинки заострённые (заднебоковых щетинок PL 3 пары, а переднебоковых AL — 2 пары). Дорсальный щит склеротизирован. Вид был впервые описан в 1985 году, а его валидный статус подтверждён в 2017 году.